# اريك ديفيس
اريك ديفيس (بالإنجليزية: Eric Davis)‏ (26 فبراير 1932 في المملكة المتحدة - 24 يوليو 2007) هو لاعب كرة قدم بريطاني في مركز الهجوم. لعب مع أولدهام أثلتيك وسكونثورب يونايتد ونادي بليموث أرجايل ونادي ريل ونادي تشستر سيتي وTavistock A.F.C. ‏.